# 繆季夫卡
48°0′25″N 32°14′25″E / 48.00694°N 32.24028°E
繆季夫卡（烏克蘭語：Мюдівка），是烏克蘭中部的村莊，隸屬基洛夫格勒州的克羅皮夫尼茨基區。該村面積0.2平方公里，海拔高度134米，2001年人口78，人口密度每平方公里390人。